# 熊谷総合病院
社会医療法人 熊谷総合病院（しゃかいいりょうほうじん くまがやそうごうびょういん）は、埼玉県熊谷市にある医療機関。

## 概要
埼玉県厚生農業協同組合連合会（JA埼玉県厚生連。2016年7月22日に東京地裁へ自己破産申請・同日破産手続き開始決定）が1945年に開業した『埼玉県厚生農業協同組合連合会 熊谷総合病院』だったが、経営難により、社会医療法人北斗（北海道帯広市）の支援で新設された「医療法人 熊谷総合病院」に譲渡され、『熊谷総合病院』の名を残したまま、2016年5月1日付で経営が承継され、2019年10月2日には社会医療法人に認定された。
なお、JA埼玉県厚生連は、久喜総合病院も経営していたが、同時期に一般社団法人巨樹の会に譲渡され、同法人直営の新久喜総合病院となった。

## 診療科
- 内科
  - 消化器内科
  - 糖尿病内科
  - 腎臓内科
  - 循環器内科
  - リウマチ・膠原病内科
  - 呼吸器内科
  - 禁煙外来
- 皮膚科
- 形成外科
- 耳鼻咽喉科
- 外科
- 整形外科
- 小児科
- 脳神経外科
- 泌尿器科
- 産婦人科
- 眼科
- 麻酔科
- 放射線科
- 緩和ケア
- スキンケア外来

## 医療機関の指定等
- 保険医療機関
- 救急告示医療機関
- 労災保険指定医療機関
- 指定自立支援医療機関（更生医療・精神通院医療）
- 生活保護法指定医療機関
- 指定養育医療機関
- 原子爆弾被爆者一般疾病医療取扱医療機関
- 公害医療機関
- 母体保護法指定医の配置されている医療機関

## 交通アクセス
- 埼玉県道128号熊谷羽生線沿い
- 熊谷駅北口から徒歩20分
- バス
  - ゆうゆうバスグライダー号・くまぴあ号・直実号で「総合病院」停留所下車すぐ（病院正面入口前発着）
  - 国際十王バス犬塚ゆきで「総合病院前」下車徒歩すぐ